# Centaurea tardiflora
Centaurea tardiflora là một loài thực vật có hoa trong họ Cúc. Loài này được Wagenitz mô tả khoa học đầu tiên năm 1974.